# Casseta & Planeta: A Taça do Mundo É Nossa
Casseta & Planeta: A Taça do Mundo é Nossa é um filme de comédia da Conspiração Filmes lançado em 2003, estrelado e escrito pelos humoristas do Casseta & Planeta.
Nele, faz-se uma sátira aos anos do regime militar no Brasil, quando militantes comunistas comandados por Frederico Eugênio — personagem de Bussunda — planejam roubar a Taça Jules Rimet das mãos dos futebolistas Pelé e Carlos Alberto Torres.
O objetivo dos militantes é desmoralizar o ufanismo e a capitalização política do título mundial da Copa do Mundo de 1970 por parte da junta militar, comandada por um fictício general "Mirandinha" (interpretado por Cláudio Manoel).

## Sinopse
Durante o dia da final da Copa do Mundo de Futebol de 1970, o militante comunista Vladimir segue o general Miranda Imbiruçu para uma churrascaria, e o apunhala após o lugar entrar em caos com uma bomba explodida por Denílson, um vegetariano radical que protestava contra o consumo de carne, e os dois fogem junto do cantor Peixoto Carlos, que se apresentava no lugar e alega que Roberto Carlos copiou suas ideias. O trio decide roubar a Taça Jules Rimet ao sequestrar o carro de bombeiros que desfilava com a Seleção Brasileira de Futebol tricampeã mundial, sendo reconhecidos e seguidos por Lucy Ellen Imbiruçu, a atraente e promíscua filha do general que estava na churrascaria. Quando a notícia chega aos militares, o beligerante General Manso e a rabugenta esposa de Imbiruçu, Dolores, começam uma operação para resgatar a taça.

## Elenco
- Bussunda - Frederico Eugênio (Vladimir Ilitch Stalin Tsé-Tung Guevara) / General Costa
- Cláudio Manoel - General Miranda Imbiruçu (Mirandinha) / Che Guevara / Repórter / Militar
- Maria Paula - Lucy Ellen Imbiruçu
- Reinaldo - Julieta / Woody Allen / Garçom / Bêbado / Piloto
- Élcio Romar - Voz do Woody Allen
- Beto Silva - General Manso / Gaúcho
- Hubert - Peixoto Carlos / Roberto Carlos / Fernando Gabeira / Soldado Ryan
- Marcelo Madureira - Dolores / Índio Jonathan / Cid Moreira
- Helio de la Peña - Denilson / Pelé
- Carlos Alberto Torres - ele mesmo
- Deborah Secco - aeromoça do segundo final
- Tony Tornado - guarda
- Jairzinho- ele mesmo

Além destes personagens, os cassetas também interpretaram vários figurantes com fala ao longo do filme.

## Curiosidades
- A cena em que personagens generais estão numa sala de laboratório para pesquisar no mapa o lugar para atacar um território é uma paródia ao videoclipe de 1983 "It's a Mistake", da banda australiana Men at Work.
- Os jogadores Carlos Alberto Torres (o "Capita") e Jairzinho, integrantes da Seleção do Tri, participaram do filme interpretando a si mesmos nas cenas do desfile da Seleção em carro aberto. Pelé, por sua vez, é satirizado por Hélio de La Peña, como costumeiramente é feito no seriado Casseta & Planeta Urgente. Os restantes são figurantes.
- O nome da personagem de Maria Paula, Lucy Ellen Imbiruçu, é uma paródia a Amália Lucy, filha do general e futuro presidente da República Ernesto Geisel.
- O personagem de Hubert, Peixoto Carlos, é uma sátira ao cantor Roberto Carlos.
- Os personagens Denílson (Hélio de La Peña), Vladimir (Bussunda) e Peixoto Carlos (Hubert) formam o Partido Anarco-Nacionalista Anticarnívoro Carlos (PANAC). O primeiro nome deste movimento, Movimento Revolucionário do Vladimir (MRV), é uma sátira a um grupo guerrilheiro dos anos 70, o Movimento Revolucionário Oito de Outubro (MR8), liderado pelo ex-militar Carlos Lamarca. O novo nome é uma referência a cada um dos personagens, sendo Vladimir o único que é realmente militante comunista; Denílson é um hippie vegetariano (daí o nome "Anticarnívoro") e Peixoto Carlos é um cantor cover de Roberto Carlos (daí o "Carlos"). Os nomes rejeitados foram: Partido Integral Radical Orgânico Comunitário (PIROC); Movimento Esquerdista dos Trabalhadores de Esquerda (METE); Comando Humanista Unificado do Proletariado Anarquista (CHUPA).
- Apesar de vegetariano, Denílson fuma, ao longo do filme, uma barata viva, um sanduíche de presunto e um camarão.

## Créditos finais (como exibidos no filme)
- Direção: Michael Schumacher
- Atriz convidada: Julia Roberts (não topou)
- Outra atriz convidada: Deborah Secco (só topou filmar)
- Continuísta: Luís Inácio da Silva
- Operador de câmera: Stevie Wonder
- Operador de seio: Ivo Pitanguy
- Cabo man: "Tripé"
- Contra regra: Absorvente Sempre Xeca
- Efeitos especiais: O. Bin Laden
- Reprodutor associado: Boi Barroso
- Figurantes que têm jogo: Daniela, Rebeca, Carla e Jorjão (Jorjão?!)
- Figurantes que não jogo: Silvia, Mariana e Silvanete
- Versão brasileira: Hubert Richards

## Trilha sonora
1. Pra Frente, Brasil - Zeca Pagodinho
2. É Papo Firme - Os Paralamas do Sucesso
3. Vem Quente Que Eu Estou Fervendo - Mu Chebabi e Peixoto Carlos
4. Não Vou Ficar - Max de Castro
5. Maluco Beleza - Lenine
6. Vou Tirar Você Deste Lugar - Los Hermanos
7. Imunização Racional (Que Beleza) - Roberto Frejat
8. BR-3 - Tony Tornado
9. Esqueça (Forget Him) - Marisa Monte
10. Guajira Guantanamera - Cidade Negra
11. Fumaça Sonora (Melô do Denilson) - Marcelo D2
12. Eu Te Amo, Meu Brasil - Casseta & Planeta e Mu Chebabi
13. Que Dureza - Roberto Frejat (paródia de "Imunização Racional (Que Beleza)")